# بن می (بازیکن فوتبال)
بن می (انگلیسی: Ben May؛ زادهٔ ۱۰ مارس ۱۹۸۴) بازیکن فوتبال اهل بریتانیا است.
از باشگاه‌هایی که در آن بازی کرده‌است می‌توان به باشگاه فوتبال کولچستر یونایتد، باشگاه فوتبال بروملی، باشگاه فوتبال اسکانتورپ یونایتد، باشگاه فوتبال ابسفلیت یونایتد، باشگاه فوتبال استیونج، باشگاه فوتبال میلوال، باشگاه فوتبال برنتفورد، باشگاه فوتبال بارنت، و باشگاه فوتبال دوور اتلتیک اشاره کرد.